# Sosnová (Moravia-Slesia)
Sosnová (in tedesco Zossen) è un comune della Repubblica Ceca facente parte del distretto di Opava, nella regione della Moravia-Slesia.